# Harry Céspedes
Harry Céspedes Velasco, noto semplicemente come Harry Céspedes (27 luglio 1998), è un calciatore boliviano, difensore del Ciudad Nueva Santa Cruz e della Nazionale boliviana.

## Caratteristiche tecniche
È un terzino sinistro.

## Carriera

### Club
Ha giocato nella prima divisione boliviana.

### Nazionale
Con la nazionale Under-20 boliviana ha preso parte al Sudamericano Under-20 2017 disputando due incontri.
Il 16 novembre 2018 ha esordito con la nazionale boliviana disputando l'amichevole pareggiata 0-0 contro gli Emirati Arabi Uniti.